# Tobias Richter
Tobias Richter (* 2. April 1953 in München) ist ein Schweizer Opernregisseur und Theaterintendant. Er ist Präsident der Géza Anda-Stiftung in Zürich.

## Leben
Tobias Richter ist ein Sohn des deutschen Dirigenten und Organisten Karl Richter. Er wuchs in München und in der Schweiz auf.
Richter studierte Philosophie in Genf und Zürich und lernte das Regiehandwerk als persönlicher Assistent von Götz Friedrich, danach bei Jean-Pierre Ponnelle und ab 1977 bei August Everding an der Bayerischen Staatsoper. 1980 brachte er im Marstalltheater seine erste Inszenierung heraus. Ab 1980 arbeitete er als Oberspielleiter des Musiktheaters am Staatstheater Kassel und hatte dort 1982/83 auch die kommissarische Intendanz für das Dreispartentheater. Von 1985 bis 1992 war er Generalintendant des Bremer Theaters und konnte für einzelne Inszenierungen als Bühnenbildner Jörg Immendorff, Albert Oehlen und Markus Lüpertz gewinnen. Ab 1996 bis 2009 war er Generalintendant der Deutschen Oper am Rhein Düsseldorf/Duisburg und inszenierte hier regelmäßig. Von 2009 bis 2019 leitete er das Opernhaus Grand Théâtre de Genève. Zudem war er 2004 bis 2018 Direktor des renommierten Schweizer Musikfestivals Septembre musical in Montreux und Vevey. Seit 2018 ist Tobias Richter Präsident der Géza Anda-Stiftung in Zürich, welche hochtalentierten pianistischen Nachwuchs fördert, insbesondere mit dem alle drei Jahre stattfindenden internationalen Klavierwettbewerb Concours Géza Anda.
International arbeitete Richter als Regisseur unter anderem in Strasbourg, Aix-en-Provence und Verona. Nach seiner Ernennung zum Honorarprofessor lehrte er an der Robert-Schumann-Hochschule in Düsseldorf, zudem zeitweise im Programm „Executive Master in Arts Administration“ der Universität Zürich. Bei der Biennale di Venezia 2006 übernahm er den Vorsitz in der Jury für zeitgenössische Musik, zudem war er unter anderem Mitglied der Jury der XV. International Tchaikovsky Competition im Jahr 2015.
Richter erhielt 2002 die Auszeichnung Chevalier im französischen Orden Ordre des Arts et des Lettres, in dem er 2009 in die Klasse Officier aufgenommen wurde. Seit 2007 ist er Mitglied der Akademie der Darstellenden Künste. 2010 erhielt er den Verdienstorden der Bundesrepublik Deutschland 1. Klasse.

## Werke
- Tobias Richter in Zusammenarbeit mit Klaus Peter Richter und Klaus Lindemann: Karl Richters Vermächtnis (The Legacy of Karl Richter) (1986). Deutsche Grammophon, 2006 [DVD]
- Hrsg. von Tobias Richter und Jochen Grote: DOR: 50 Jahre Musik-Theater. Deutsche Oper am Rhein 1956–2006 (2006). Köln: DuMont [Buch und CD]